# 五代町 (薩摩川内市)
五代町（ごだいちょう）は、鹿児島県薩摩川内市の町。旧薩摩国高城郡水引郷五代村、高城郡水引村大字五代、薩摩郡東水引村大字五代、薩摩郡川内町大字五代、川内市五代町。郵便番号は895-0066。人口は3,287人、世帯数は1,428世帯（2020年10月1日現在）。

## 地理
薩摩川内市の西部、川内川及び高城川の下流域に位置している。字域の北方には上川内町、南方には宮里町、東方には宮内町、西方には小倉町が接している。
字域の南端を川内川が東西に流れており、西部を高城川が南北に流れ、南西端で川内川に合流している。南部には川内川に沿って鹿児島県道44号京泊大小路線が東西に通っている。高城川の流域には水田が多く広がっており、北寄りにある久留巣台地は畑地があり、その周辺に集落が散在している。
市道沿線にある商店街は昔より野町として栄えていた。地内では多数の弥生土器が出土している。

### 町名の由来
「五代」という地名は地内に神宮寺五大院が所在していたことに由来している。

### 河川
- 川内川
  - 高城川

## 歴史

### 成立から町村制施行まで
五代という地名は鎌倉期より見え、薩摩国高城郡のうちであった。江戸期には高城郡水引郷（外城）のうちであった。初期は宮内村のうちであったが、天保7年に宮内村より分村し、五代村として成立した。
浦町としての五代町は早くから見え、文化3年の「諸浦御奉公並万上納物之定」には浦男女62人、浦45人立、雇60人立、漁師銀10匁であった。

### 町村制施行以降
1889年（明治22年）に町村制が施行されたのに伴い、江戸期の水引郷の区域より水引村が成立し、それまでの五代村は水引村の大字「五代」となったが、1891年（明治24年）には水引村は解体分割し東水引村と西水引村に分かれ、五代は東水引村のうちとなった。1929年（昭和4年）には五代が属していた東水引村及び平佐村、隈之城村の新設合併により川内町が成立し、大字五代は川内町の大字となった。
1940年（昭和15年）2月10日に鹿児島県公報に掲載され、同日に施行された「 薩摩郡川内町、町名改稱竝區域變更」（鹿児島県告示）により「同郡同町大字五代ヲ廢シ其ノ區域中字五代町、原園、北園、當方、永園、小中洲、下五代、中道、五代園、戸切、柿木、山王前、坂元、小倉田、西原、牟田原、尾崎山、崎峯、羽田、中尾崎、植村、中城、迫畑、久留巣、前田、植平、松尾、栫、栫下、平前、永田、小原、万徳、小松田、上田、軍原、若宮、崎原、猿田、若宮后、窪田、野路江、上中津峯、下中津峯、島川江、川原江、船津田、内川江、尾崎牟田、東修政田、西外川江、東外川江、水俣、平松、民ヶ迫、大江島、北田尻、南田尻、須崎潟、須崎、西牛中須、南牛中須、東牛中須、大俣須、下大中須、南大中須、當房中洲、東大中洲、下戸町、字津木並、若宮前、下原、溝付、山王、田尻ノ區域ヲ五代町（ゴダイチヨウ）ト、字横峯、横峯前、權現前、高付、溝添、古府下、上古府下、岩下、新御堂、永春田、新田、三月田、釜口、門口、岩立、上八迫、櫻井、櫻井后、勘場、下八迫、櫻井原、宇都迫、萩峯、北藺牟田、南藺牟田、佐目野原、桂巻、尾野原、佐目野、北佐目野原、矢立、兎山、楠元、公佛ノ區域ヲ上川内町（カミセンダイチヨウ）ト改稱ス」することが鹿児島県知事によって許可され、薩摩郡川内町大字五代を廃し、大字五代のうち字五代町、原園、北園、當方、永園、小中洲、下五代、中道、五代園、戸切、柿木、山王前、坂元、小倉田、西原、牟田原、尾崎山、崎峯、羽田、中尾崎、植村、中城、迫畑、久留巣、前田、植平、松尾、栫、栫下、平前、永田、小原、万徳、小松田、上田、軍原、若宮、崎原、猿田、若宮后、窪田、野路江、上中津峯、下中津峯、島川江、川原江、船津田、内川江、尾崎牟田、東修政田、西外川江、東外川江、水俣、平松、民ヶ迫、大江島、北田尻、南田尻、須崎潟、須崎、西牛中須、南牛中須、東牛中須、大俣須、下大中須、南大中須、當房中洲、東大中洲、下戸町、字津木並、若宮前、下原、溝付、山王、田尻の全域を以て川内町の町「五代町」が設置され、字横峯、横峯前、權現前、高付、溝添、古府下、上古府下、岩下、新御堂、永春田、新田、三月田、釜口、門口、岩立、上八迫、櫻井、櫻井后、勘場、下八迫、櫻井原、宇都迫、萩峯、北藺牟田、南藺牟田、佐目野原、桂巻、尾野原、佐目野、北佐目野原、矢立、兎山、楠元、公佛の全域を以て上川内町が設置された。翌日の2月11日には薩摩郡川内町が単独で市制施行し川内市となった。
2004年（平成16年）10月12日に川内市、東郷町、入来町、祁答院町、樋脇町、下甑村、上甑村、鹿島村、里村が新設合併し薩摩川内市が設置された。この市町村合併に伴い設置された法定合併協議会において川内市の町・字については「現行通りとする。」と協定されたため、名称の変更は行われずに薩摩川内市の町となった。

### 字域の変遷
| 変更後           | 変更年             | 変更前           |
| ---------------- | ------------------ | ---------------- |
| 上川内町（新設） | 1940年（昭和15年） | 大字五代（全域） |
| 五代町（新設）   | 1940年（昭和15年） | 大字五代（全域） |

## 人口
以下の表は国勢調査による小地域集計が開始された1995年以降の人口の推移である。
| 年                 | 人口  |
| ------------------ | ----- |
| 1995年（平成7年）  | 3,326 |
| 2000年（平成12年） | 3,254 |
| 2005年（平成17年） | 3,248 |
| 2010年（平成22年） | 3,310 |
| 2015年（平成27年） | 3,363 |
| 2020年（令和2年）  | 3,287 |

## 施設

### 教育
- 薩摩川内市立亀山幼稚園

### 郵便局
- 川内五代郵便局

### 寺社
- 熊野神社
- 日枝神社
- 慶光寺
- 霧島神社
- 大将軍神社
- 若宮神社

### 企業
- 山元酒造本社
代表銘柄である「さつま五代」は地名である五代から命名されている[13]。

## 小・中学校の学区
市立小・中学校に通う場合、学区（校区）は以下の通りとなる。
| 町丁   | 番地 | 小学校                 | 中学校                   |
| ------ | ---- | ---------------------- | ------------------------ |
| 五代町 | 全域 | 薩摩川内市立亀山小学校 | 薩摩川内市立川内北中学校 |

## 交通

### 道路
一般県道
- 鹿児島県道44号京泊大小路線

## 著名な出身人物
- 逆鉾與治郎（大相撲力士）
- 寺田市正（政治家、衆議院議員、川内市長）[15]